# حقوق غير مالية
الحقوق غير المالية هي الحقوق التي لا تقبل التقويم (التقدير) بالنقود وبالتالي فهي حقوق خارجة عن دائرة التعامل أي أنه لا يجوز التصرف في هذه الحقوق بأي نوع من أنواع التصرف كما أنه لا يجوز الحجز عليها، ومن الجدير بالذكر أيضاً أن الحقوق غير المالية كحق الأسرة أو الحقوق اللصيقة بالشخصية لا تخضع لقواعد النظرية العامة للالتزام في القانون المدني، وتنقسم الحقوق غير المالية إلى نوعين: الحقوق اللصيقة بالشخصية وحقوق الأسرة.